# Alemanha no Festival Eurovisão da Canção 2010
A Alemanha foi o décimo quinto país a confirmar a sua presença no Festival Eurovisão da Canção 2010, a 23 de Maio de 2009. Com esta participação, a Alemanha realiza a sua quinquagésima quarta participação no Festival Eurovisão da Canção, mantendo o título de país que mais vezes participou no concurso (não participou apenas uma vez). Depois de alguns anos a escolher o seu representante (assim como a música), através de uma selecção interna, a Alemanha para 2010, irá utilizar um evento de selecção baseado no que o Reino Unido utilizou em 2009. Em 2009, o país apostou forte no seu representante e na sua actuação em palco, no entanto acabou em 20º lugar (entre 25), com apenas 35 pontos.

## Selecção Nacional
O artista representante da Alemanha no Festival Eurovisão da Canção 2000, Stefan Raab, entrou em conversações com a televisão alemã ARD, para criar um novo modelo de selecção do artista representante para a Eurovisão. Stefan propôs um modelo em tudo idêntico ao utilizado no Reino Unido, criado por Andrew Lloyd Webber, para a BBC. A estação alemã, gostou da ideia, e concordou em realizar tal evento. Sendo assim, em 2010, a Alemanha terá o seu artista e respectiva música escolhida pelo público alemão. A única novidade esperada, é que a ARD, tenha como sua parceira na organização do evento, a Prosieben, a maior televisão independente alemã

## Unser Star fur Oslo

### Heat 1 (2 de Fevereiro de 2010)
- Juízes famosos: Yvonne Catterfeld e Marius Müller-Westernhagen

| #  | Artista               | Canção (artistas originais) | Resultado |
| -- | --------------------- | --------------------------- | --------- |
| 1  | Benjamin Peters       | "Bodies" (Robbie Williams)  |           |
| 2  | Kerstin Freking       | "My Immortal" (Evanescence) |           |
| 3  | Johannes Böhm         | "Crazy" (Seal)              |           |
| 4  | Daliah Sharaf         | "At Last" (Etta James)      |           |
| 5  | Cyril Krueger         | "Hotel California" (Eagles) |           |
| 6  | Michael Kraus         | "Loving You" (Paolo Nutini) |           |
| 7  | Meri Voskanian        | "Release Me" (Agnes)        |           |
| 8  | Katrin Walter         | "Nobody Knows" (Pink)       |           |
| 9  | Sebastian Schwarzbach | "Home" (Michael Bublé)      |           |
| 10 | Lena Meyer-Landrut    | "My Same" (Adele)           |           |